# Desi (Mtscheta-Mtianeti)
Desi (georgiska: დესი) är ett vattendrag i Georgien. Det ligger i den nordöstra delen av landet, 110 km norr om huvudstaden Tbilisi.